# بين السما والأرض (فلم)
بين السما والأرض هو فيلم مصري عرض عام 1959، قصة نجيب محفوظ وسيناريو وحوار السيد بدير وصلاح أبو سيف وبطولة هند رستم وعبد السلام النابلسي وعبد المنعم إبراهيم ومحمود المليجي ومن إخراج صلاح أبو سيف وتدور أحداث الفيلم حول تعطل مصعد كهربائي (أسانسير) في إحدى عمارات أحياء القاهرة بركابه بين السماء والأرض حيث يتعرض للركاب الموجودين بشكل نقد اجتماعي

## قصة الفيلم
يتعطل مصعد به مجموعة من الأشخاص لا يعرفون بعضهم البعض تعساء ولكل منهم قصة وهدف مختلف في الحياة، بينهم ممثلة سينمائية (هند رستم) وشخص مجنون (عبد المنعم إبراهيم) وغيرهم من الأشخاص الذين يشعرون بتعاسة في الحياة وعندما يبدأوا في إدراك أن هناك أمل ضعيف في خروجهم أحياء من المصعد يتعظوا ويبدأوا في رؤية الحياة بصورة إيجابية وينشأ بداخلهم الأمل وحب الحياة وذلك بسبب اقترابهم من الموت وإدراكهم أنهم لم يقدروا الحياة حق تقدير، وفي نفس الوقت يوجد هناك شخص خارج المصعد ولكنه تعيس أيضا ويحاول الانتحار بالقفز من سطح المبنى الذي يوجد به المصعد، حتى تصل النجدة وتنقذ من تستطيع إنقاذه.

## طاقم التمثيل
- هند رستم: (ناهد شكري)
- عبد السلام النابلسي: (أحد ركاب المصعد)
- عبد المنعم إبراهيم: (المجنون)
- محمود المليجي: (كامل - زعيم العصابة)
- سعيد أبو بكر: (المتحرش)
- نعيمة وصفي: (أم سمير)
- قدرية قدري: (الزوجة الخائنة)
- عبد الغني النجدي: (الخادم عبده)
- عبد المنعم مدبولي: (اللص)
- أمين وهبة: (سيد)
- شفيق نور الدين: (أحد ركاب المصعد)
- يعقوب ميخائيل: (أبو سمير)
- محمود عزمي: (العشيق الخائن)
- ثريا فخري: (والدة خديجة)
- زيزي مصطفى: (سنية)
- سامية رشدي: (زكية - والدة العروس الصغيرة)
- ميمي صدقي: (العروس الصغيرة)
- علي رشدي: (والد العروس)
- حسن الدويني: (سالم - عامل المصعد)
- أحمد لوكسر: (المخرج)
- نظيم شعراوي: (قائد الدفاع المدنى)
- محمود مختار: (وكيل العمارة)
- كامل أنور: (الريجيسير)
- خالد العجباني: (بواب)
- ناهد سمير: (خديجة)
- سيد القاضي: (عمر)
- حسين إسماعيل: (العسكري)
- عبد المنعم إسماعيل: (التمرجي)
- محسن حسنين: (شوقي)
- جورج يوردانيدس: (كريستو)
- إدمون تويما: (ضيف الخواجة اليوناني)
- إكرام عزو: (بنت سيد وخديجة)
- علي عرابي: (بواب)
- جمعة إدريس: (بواب)
- عواطف تكلا
- مختار السيد

## فريق العمل
- إخراج: صلاح أبو سيف
- قصة: نجيب محفوظ
- سيناريو: السيد بدير، صلاح أبو سيف
- حوار: السيد بدير
- مدير التصوير: وحيد فريد
- مونتاج: إميل بحري
- موسيقى تصويرية: فؤاد الظاهري
- إنتاج: دينار فيلم
- توزيع: دولار فيلم

## روابط خارجية
- مقالات تستعمل روابط فنية بلا صلة مع ويكي بيانات